# Степове (Роздольська сільська громада)
Степове — село в Україні, у Роздольській сільській громаді Василівського району Запорізької області. Населення становить 48 осіб. До 2020 орган місцевого самоврядування — Таврійська сільська рада.

## Географія
Село Степове розміщене на відстані 2,5 км від села Тернувате (Василівський район) та за 4 км від села Мирне (Оріхівський район)

## Історія
1850 — дата заснування як села Гайберг.
У 1943 році перейменоване в село Комсомольське.
У 2016 році перейменоване в село Степове.
12 червня 2020 року, відповідно до розпорядження Кабінету Міністрів України № 713-р «Про визначення адміністративних центрів та затвердження територій територіальних громад Запорізької області», увійшло до складу Роздольської сільської громади.
19 липня 2020 року, в результаті адміністративно-територіальної реформи та ліквідації  Михайлівського району та Токмацького районів населені пункти  громади увійшли до складу Василівського району.